# Rhamphorhynchus
Rhamphorhynchus („zobákovitá čelist“) je rod dávno vyhynulého ramforynchoidního ptakoještěra, žijícího v období svrchní jury (asi před 151 až 148 miliony let) na území dnešního Německa. Jeho zkameněliny jsou známé ze svrchnojurských sedimentů bavorského Solnhofenu. Mohl se však vyskytovat také na území dnešní Tanzanie, Španělska a Anglie.

## Popis
Na rozdíl od pterodaktyloidů měl tento ptakoještěr dlouhý ocas, vyztužený ligamenty a zakončený výrazným „kormidlem“ v podobě kosočtverečného rozšíření konce ocasu. Jeho zobák byl prohnutý směrem nahoru a obsahoval množství jehličkovitých ostrých zubů, směrovaných dopředu. Pravděpodobně se živil zejména rybami a hmyzem. K lovu ryb byl velmi dobře adaptován, protože jeho zuby tvarově odpovídaly oštěpům, využívaným k lovu ryb dnešními indiánskými kmeny z oblastí Amazonie.
Vědecká studie z roku 2020 dokládá, že ramforynchové se přednostně živili měkkotělými vodními hlavonožci, například sépiemi a olihněmi.
Další nová studie z roku 2020 se soustředila na ontogenezi (individuální vývoj) ramforynchů. Z výzkumu tělesných proporcí mláďat těchto ptakoještěrů vyplývá, že již velmi mladí jedinci byli nejspíš schopni aktivního letu.

## Velikost a vzezření
Většina exemplářů je velmi malých (v rozpětí křídel obvykle několik decimetrů), největší známý exemplář však dosahuje v rozpětí křídel 181 cm a délky těla 126 cm. V roce 2015 byla publikována vědecká studie, která dokládá objev měkkých tkání, obsahu žaludku a koprolitu (fosilního trusu) u jednoho exempláře.

## Historie
Historie popisu a poznávání tohoto rodu je velmi komplexní a složitá. Zkameněliny byly známé již od počátku 19. století (nejpozději rok 1825). Tento rod byl pak popsán již v roce 1831 jako Ornithocephalus Goldfussem, teprve v roce 1846 však paleontolog Meyer stanovil nový rod Rhamphorhynchus.